# Slada naturreservat
Slada naturreservat är ett naturreservat i Tierps kommun i Uppsala län.
Området är naturskyddat sedan 2016 och är 863 hektar stort. Reservatet som sträcker sig från havet består närmast havet av laguner och vikar och på land av barrskogar.